# Sozialliberale Partei (Tunesien)
Die Sozialliberale Partei (PSL, arabisch الحزب الاجتماعي التحرري, französisch Parti social-libéral) ist eine liberale Partei in Tunesien. Die Partei veröffentlicht die Tageszeitung al-Ufuq in arabischer Sprache.

## Geschichte
Die Sozialliberale Partei ist Mitglied der Liberalen Internationalen und des Réseau libéral africain. Gegründet am 12. September 1988 unter dem Namen Soziale Partei für Fortschritt (PSP), änderte sie ihren Namen im Oktober 1993, um ihre liberale Orientierung zu reflektieren. Nach dem Austritt von Mongi Khamassi (Gründer der Partei der Grünen für Fortschritt) zählte die Partei nur noch einen Abgeordneten in der tunesischen Abgeordnetenkammer.
Die Sozialliberalen nahmen an sämtlichen Parlamentswahlen seit 1989 teil. Ihr Gründer Mounir Béji kandidierte auch bei den Präsidentschaftswahlen in Tunesien 2004, erhielt allerdings nur 0,79 % der Wählerstimmen. Im Anschluss an den außerordentlichen Parteikongress vom 15. Juli 2006 wurde Mondher Thabet zum Generalsekretär und Nachfolger von Béji gewählt. Die Mitglieder des neuen Politbüros sind Mohamed Anis Lariani, Larbi Ben Ali, Abderrahmène Mlaouah, Jamaleddine Ben Yahia, Mourad Maâtoug, Mohamed Chiheb Lariani, Tahar Kéfi und Mohsen Oun Nabli. Letzterer wurde am 1. Februar 2011 zum Generalsekretär ernannt, noch im gleichen Jahr wurde er jedoch auf dem außerordentlichen Kongress vom 1. Mai von Hosni Lahmar ersetzt.